# Ewan MacColl
Ewan MacColl (Salford, Reino Unido, 25 de enero de 1915 - Londres, Reino Unido, 22 de octubre de 1989) fue un cantautor de folk, actor, poeta y productor musical británico. Fue el padre de la cantante Kirsty MacColl.

## Primeros años
MacColl nació bajo el nombre de James Henry Miller. Su padre, al igual que su madre, era socialista; trabajaba como obrero en una fábrica metalúrgica y era militante sindicalista. MacColls dejó la escuela en 1930, en medio de la Gran Depresión y continuó sus estudios como autodidacta, visitando regularmente la Biblioteca Pública de Mánchester. Durante ese período, tuvo varios trabajos temporales, llegando incluso a cantar en la calle.
Luego, se unió a la Liga de Jóvenes Comunistas y a una compañía amateur de teatro, llamada The Clarion Player, de corte socialista. Comenzó su carrera escribiendo canciones satíricas y parodias políticos para periódicos obreros. También escribió jingles publicitarios para restaurantes locales. 
En 1932, el servicio de contraespionaje británico, conocido por sus siglas MI5, le inició un sumario a MacColl, después de que la policía local les confiara que el cantante era un "comunista con puntos de vista muy extremos" y que necesitaba "atención especial". Durante los años siguientes, participó en varias marchas contra la situación política entre 1932 y 1933, se casó con Joan Littlewood en 1934, una joven estudiante de teatro que había asistido a la Real Academia de Arte Dramático.

## Carrera artística
En 1931, con otros miembros de The Clarion Player formó un grupo de teatro agitprop, al que llamó Los Megáfonos Rojos.
En 1936, luego de un intento fallido de mudarse a Londres, regresó a Manchester junto con su esposa y fundó el Teatro Unión. En 1940, fue arrestado por la policía y condenado a más de dos años de prisión bajo el cargo de “quebrantamiento de la paz".
MacColl se enroló en el Ejército Británico en julio de 1940, pero desertó en diciembre siguiente. Nunca se revelaron las causas de su decisión ni por qué no fue procesado al finalizar la guerra.
En 1946 los miembros de Teatro Unión junto con otras personas, fundaron el Taller de Teatro. MacColl pasó los años siguientes de gira, principalmente en el norte de Inglaterra. En esa época decidió cambiar su nombre por el de Ewan MacColl, influenciado por el Movimiento Lallans en Escocia.

## Música
En 1956 conoció a Peggy Seeger durante un ensayo para una producción televisiva en la que ambos cantaban; MacColl era 20 años mayor que ella, estaba casado, y tenía un hijo. Desde entonces, MacColl compuso canciones para diversos contextos; desde temas para producciones teatrales hasta causas políticas.
En 1957 escribió First Time Ever I Saw Your Face, la que sería su canción más conocida. Fue compuesta a pedido de Seeger para una obra en la que participaba. MacColls la terminó rápidamente y la enseñó a ella por teléfono. Seeger se encontraba de gira en los Estados Unidos, país al que MacColl no podía ingresar debido a su militancia socialista. Este tema fue popularizado por Roberta Flack en 1972. MacColl ganó el Premio Grammy a la canción del año mientras que Flack ganó el Premio Grammy a la Grabación del año.

## Discografía

### Colectivos
- 1988 - 18. Festival des politischen Liedes